# Carl Forberg
Carl Forberg (Omaha, Nebraska, 4 maart 1911 – Brownsburg, Indiana, 17 januari 2000) was een Amerikaans Formule 1-coureur. Hij reed 1 race; de Indianapolis 500 van 1951 waarin hij als zevende eindigde.